# Pháo đài của người Dacia trên dãy núi Orăștie
Pháo đài của người Dacia trên dãy núi Orăştie (tiếng Romania: Cetăți dacice din Munții Orăștiei) là một quần thể gồm 6 pháo đài được xây dựng theo phong cách Murus Dacicus bởi người Dacia trên dãy núi Orăştie của Rumani. Chúng được xây dựng từ thế kỷ 1 TCN đến thế kỷ 1 sau CN nhằm chống lại các cuộc chinh phục của người La Mã, đóng vai trò quan trọng trong Chiến tranh La Mã-Dacia.
Tàn tích còn lại rộng khắp của nó được bảo quản tốt tái hiện một bức tranh của một nền văn minh cổ đại phát triển mạnh mẽ và sáng tạo. Sáu pháo đài bao gồm Sarmizegetusa, Costeşti-Cetăţuie, Costeşti-Blidaru, Luncani-Piatra Roşie, Bănița và Căpâlna hình thành hệ thống phòng thủ của Decebalus được UNESCO công nhận là Di sản thế giới từ năm 1999. Các pháo đài nằm tại hạt Hunedoara ngoại trừ Căpâlna nằm ở Alba.

## Hình ảnh

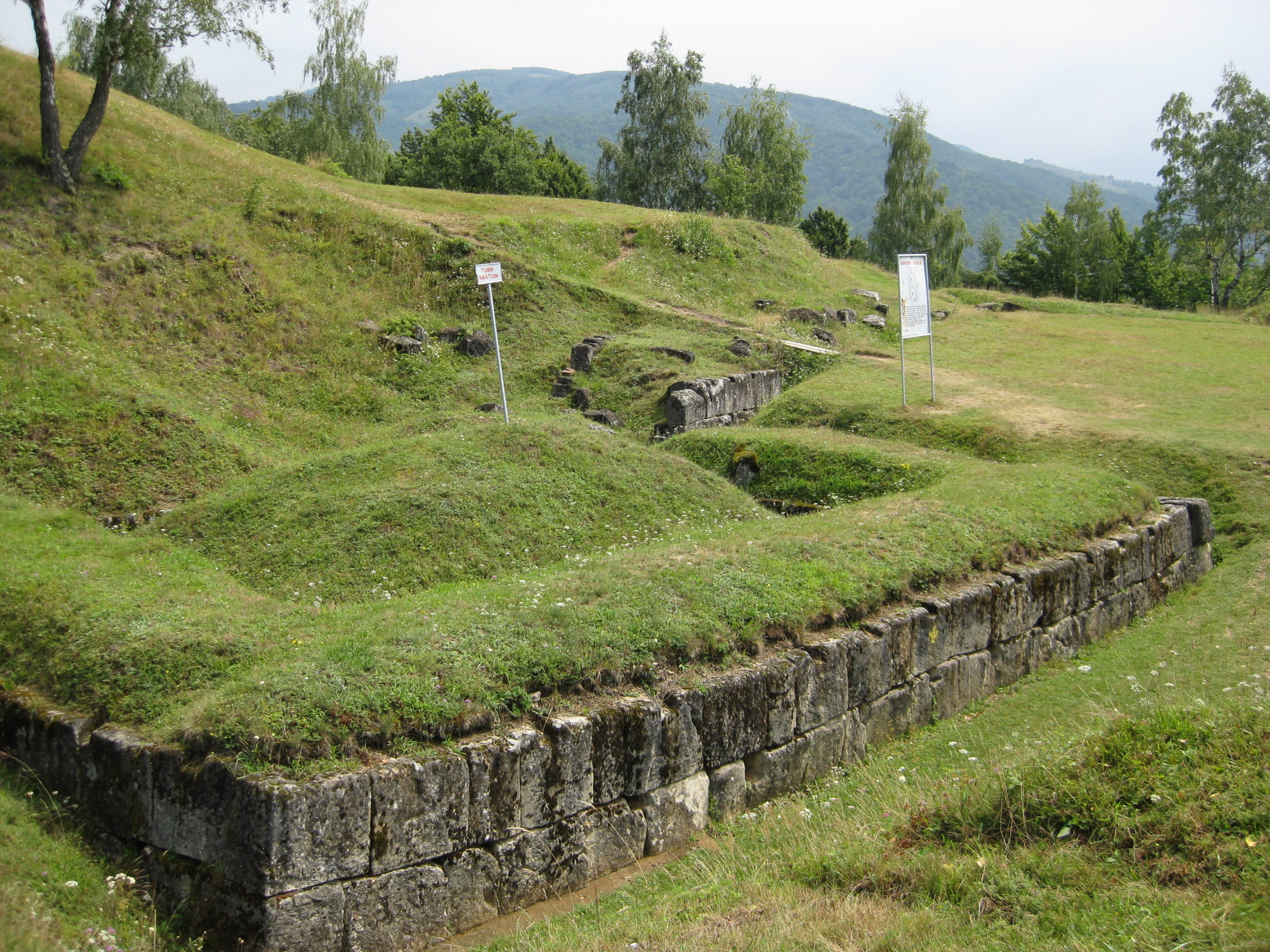
Pháo đài Dacia của Costești
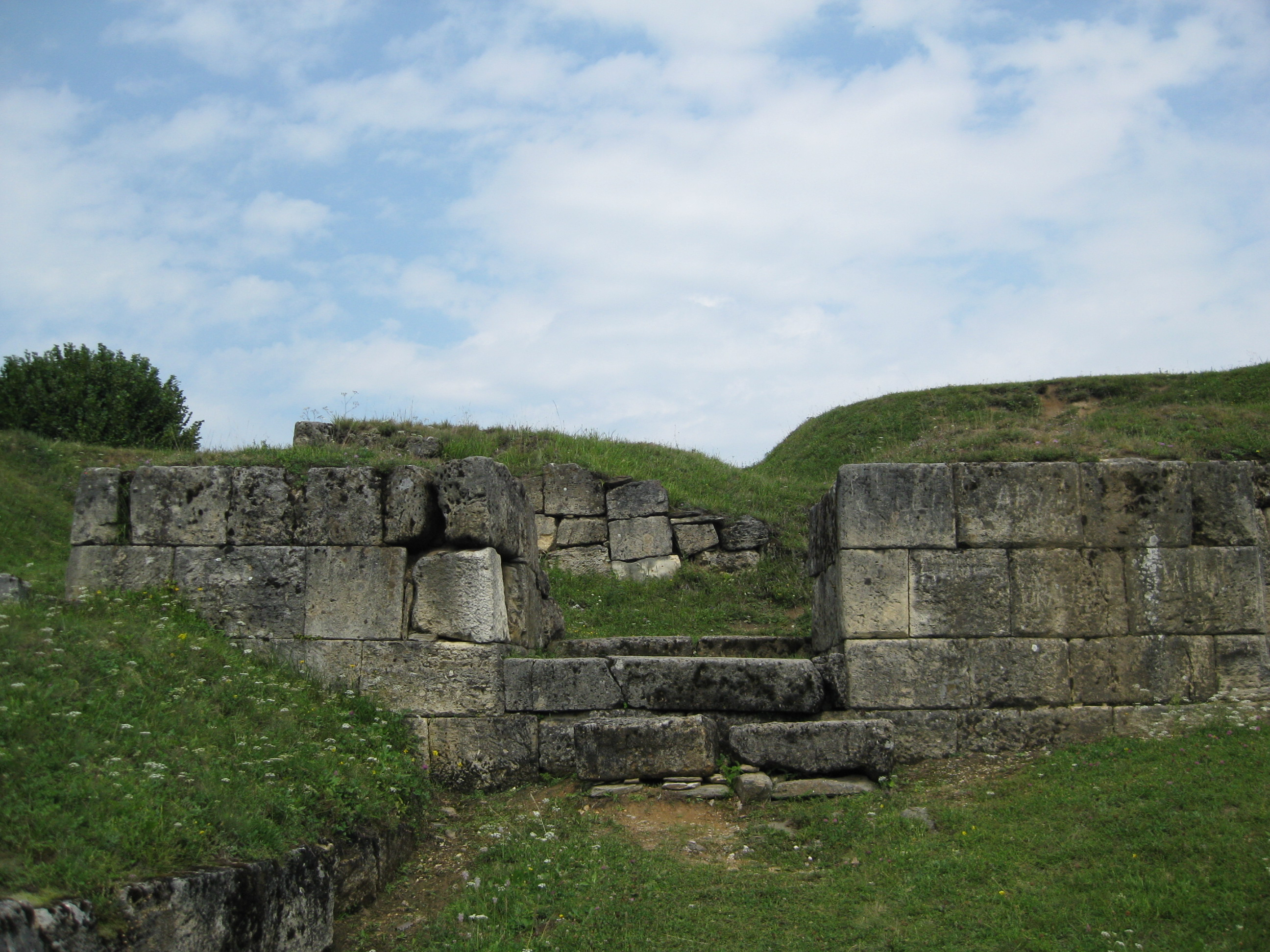
Pháo đài của Blidaru
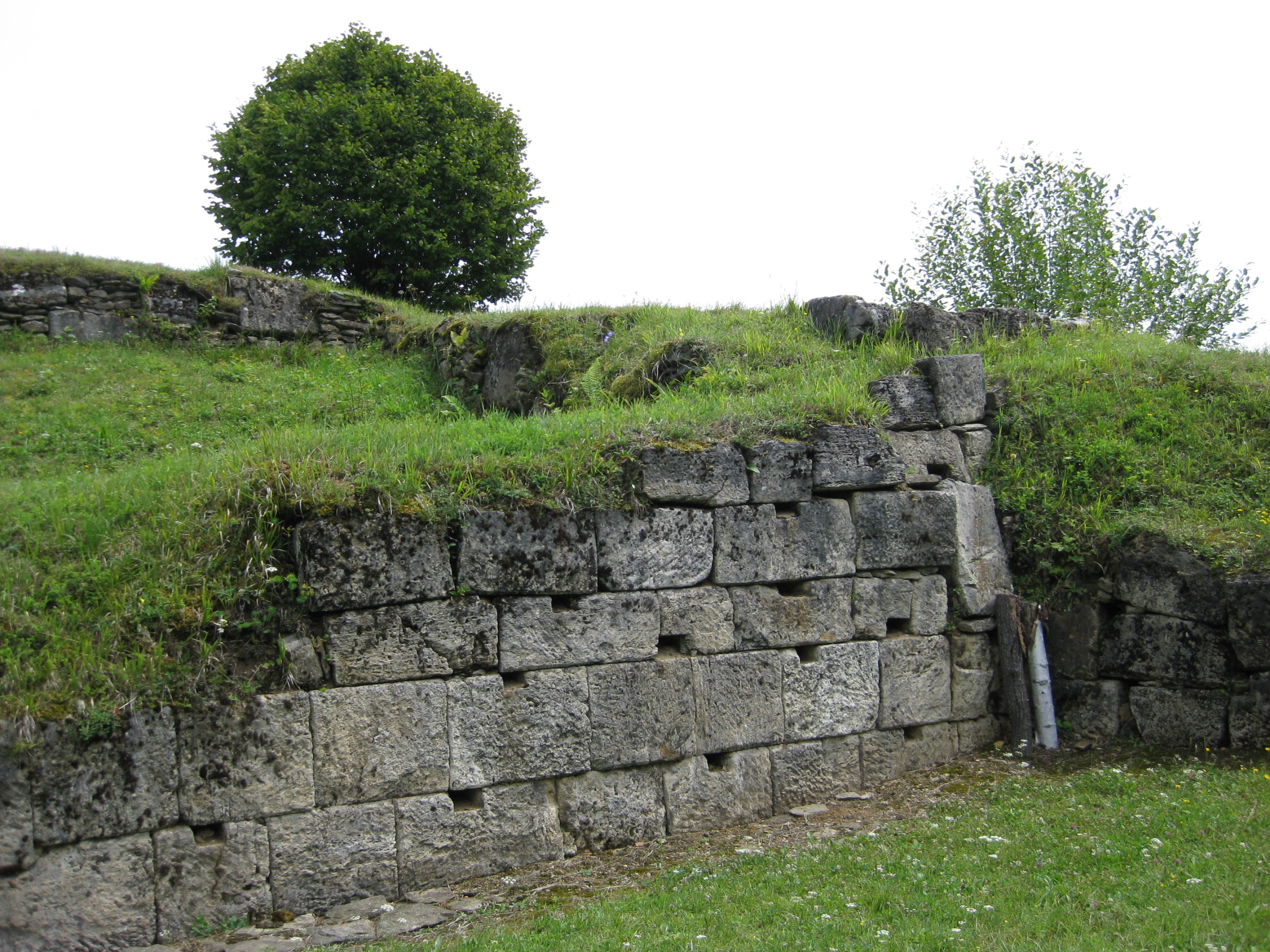
Pháo đài của Blidaru
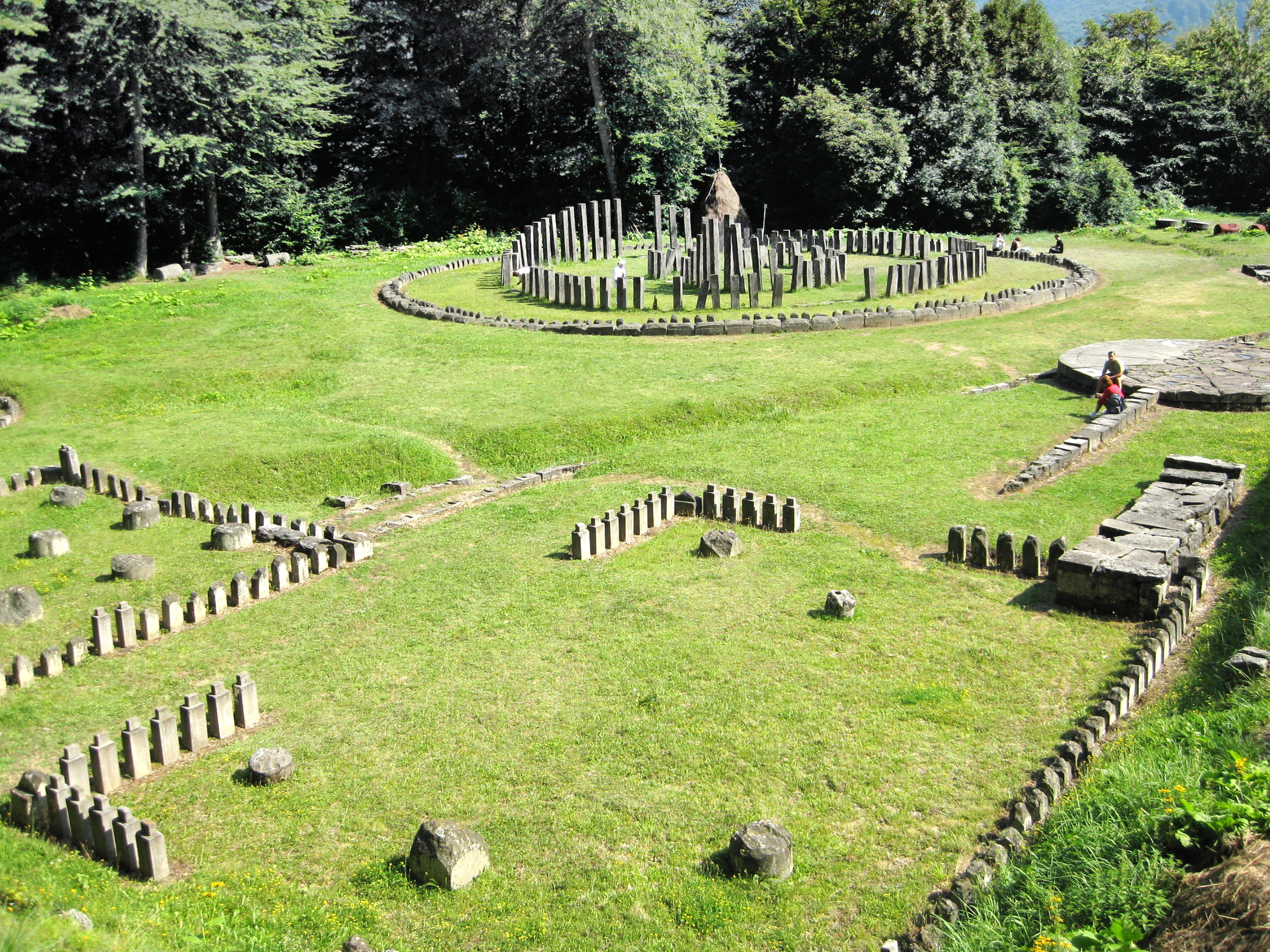
Thánh địa tại Sarmizegetusa Regia
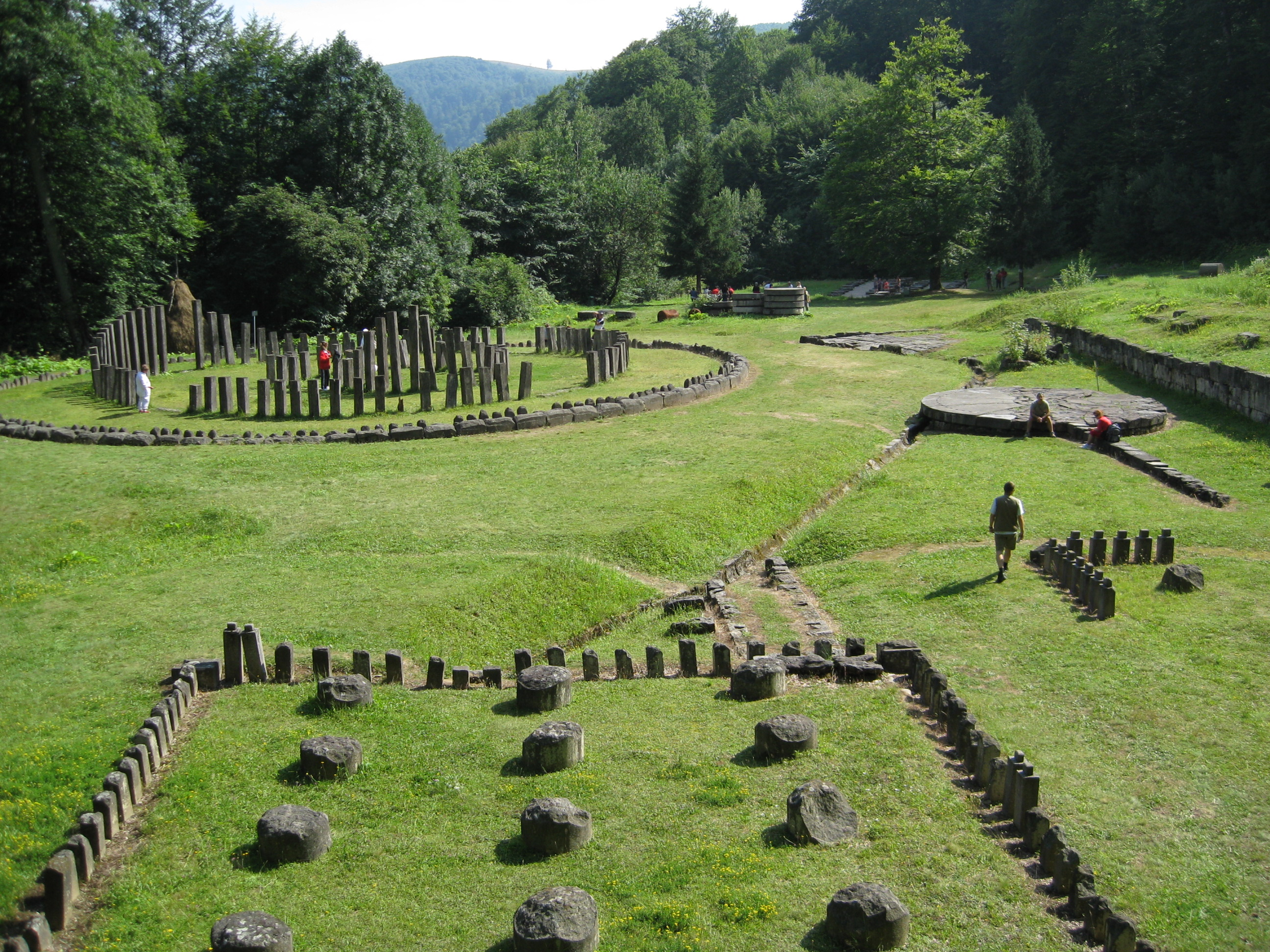
Thánh địa Andesite, Sarmizegetusa Regia
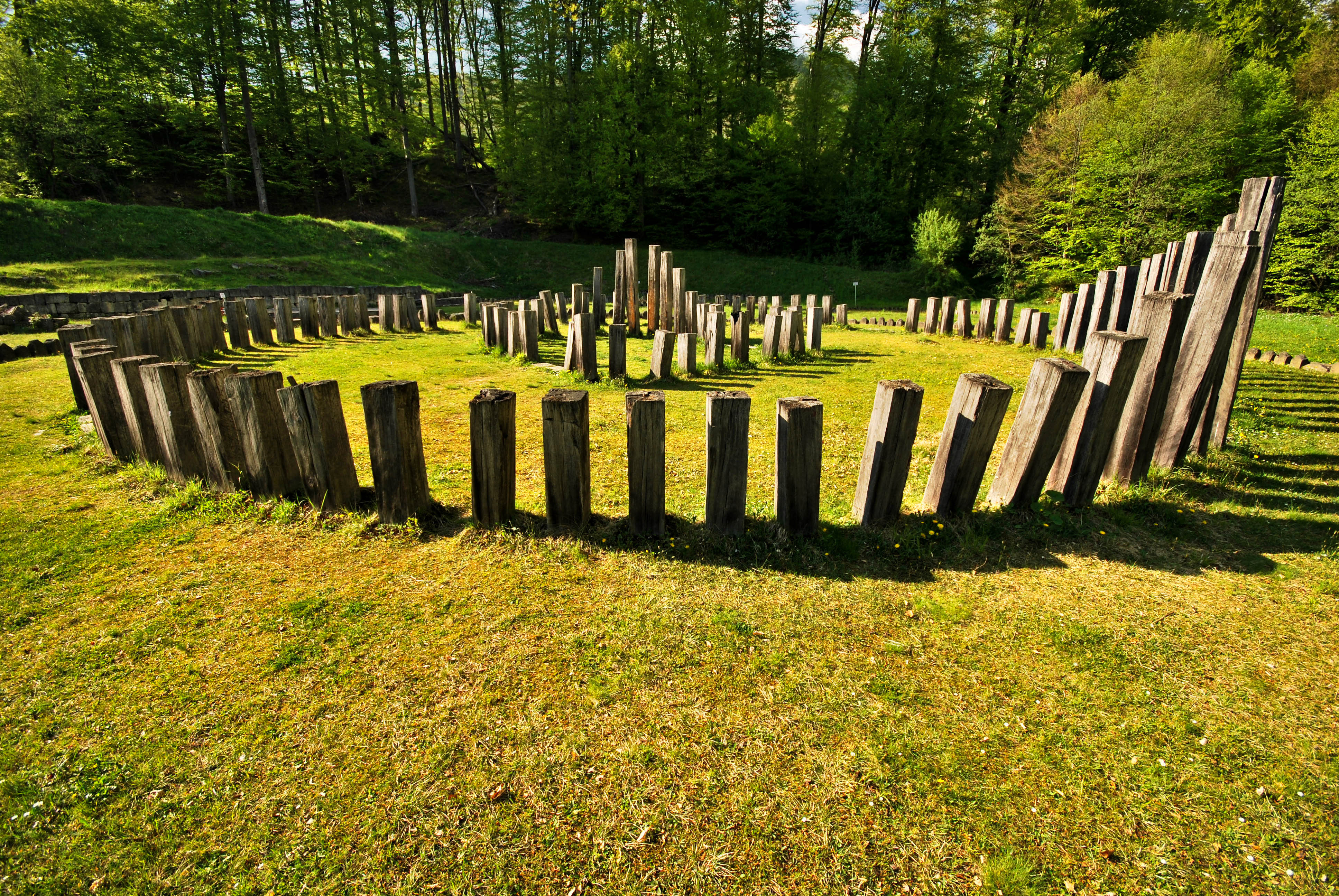
Sarmizegetusa Regia với thánh địa vòng tròn lớn
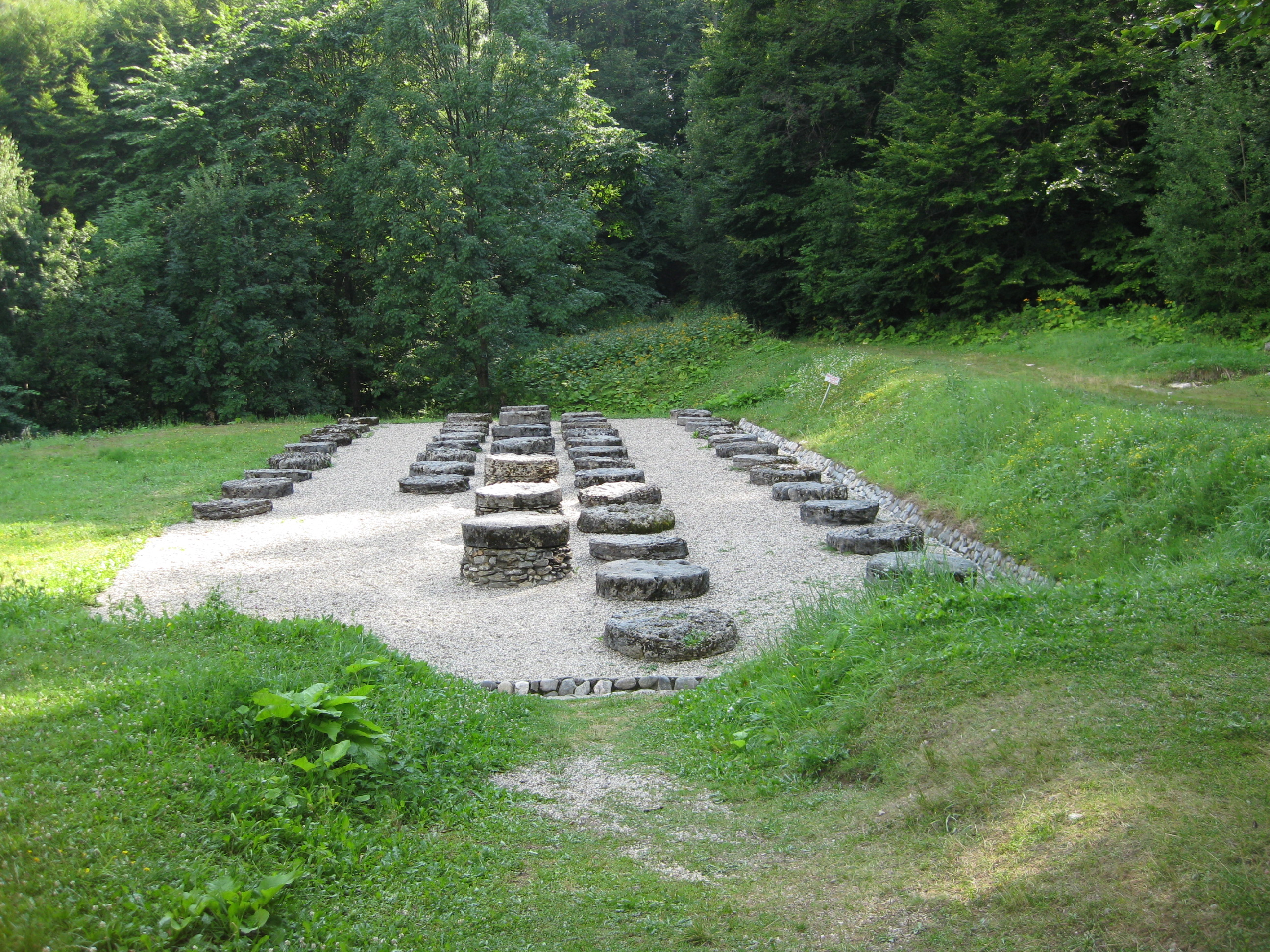
Thánh địa đá vôi lớn, Sarmizegetusa Regia
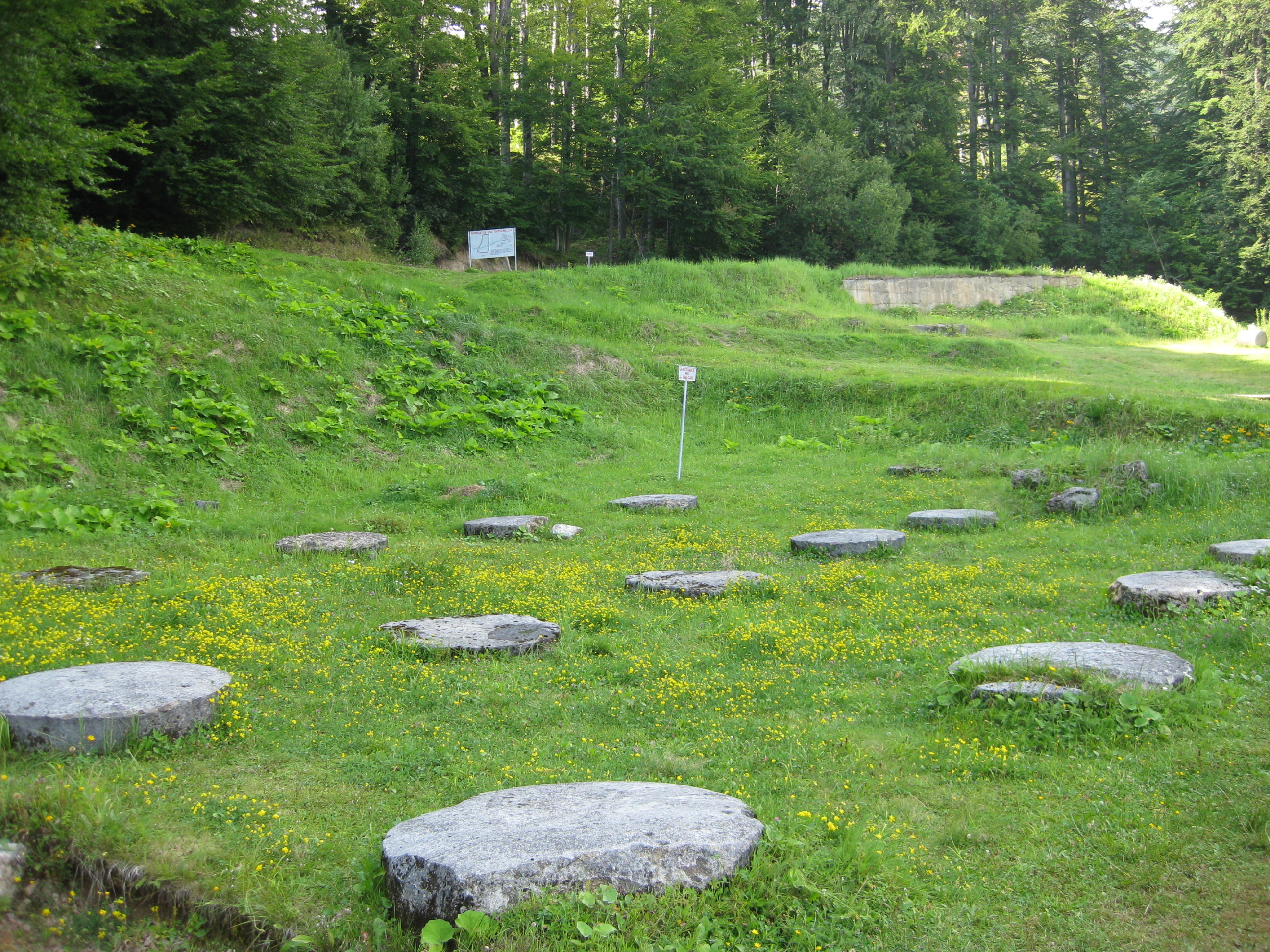
Thánh địa đá vôi nhỏ, Sarmizegetusa Regia
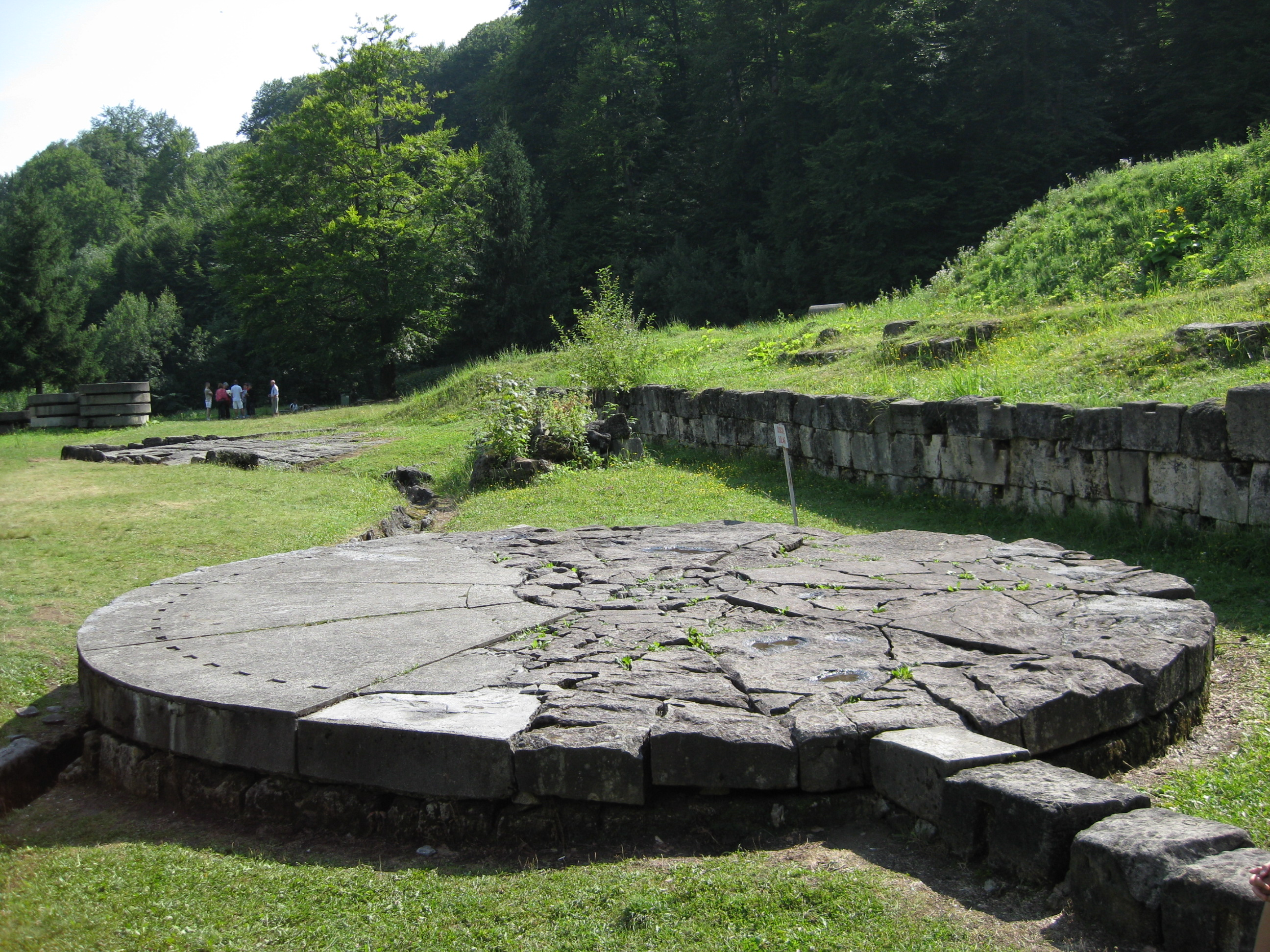
Đĩa mặt trời Sarmizegetusa Regia
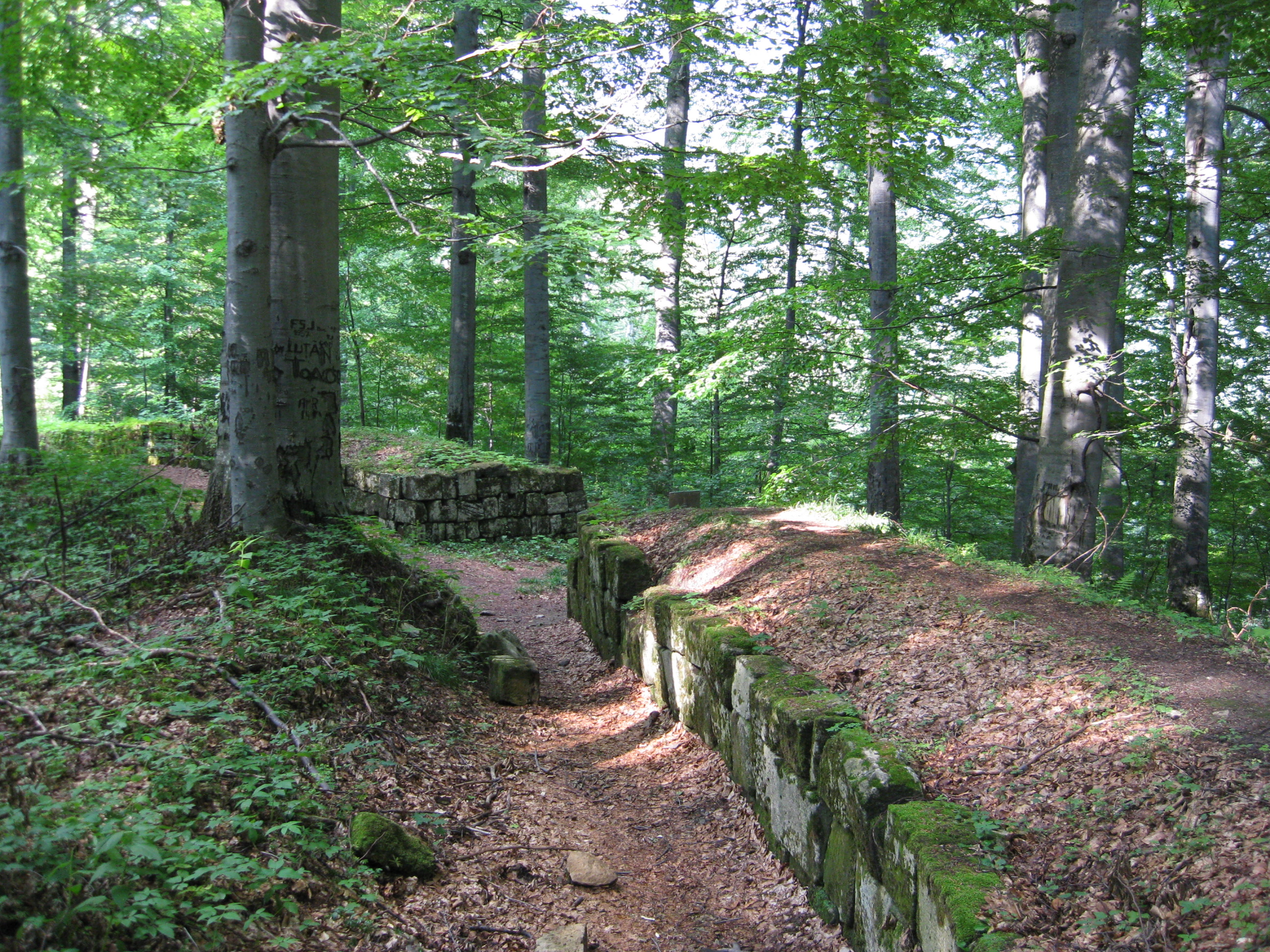
Murus dacicus, Sarmizegetusa Regia
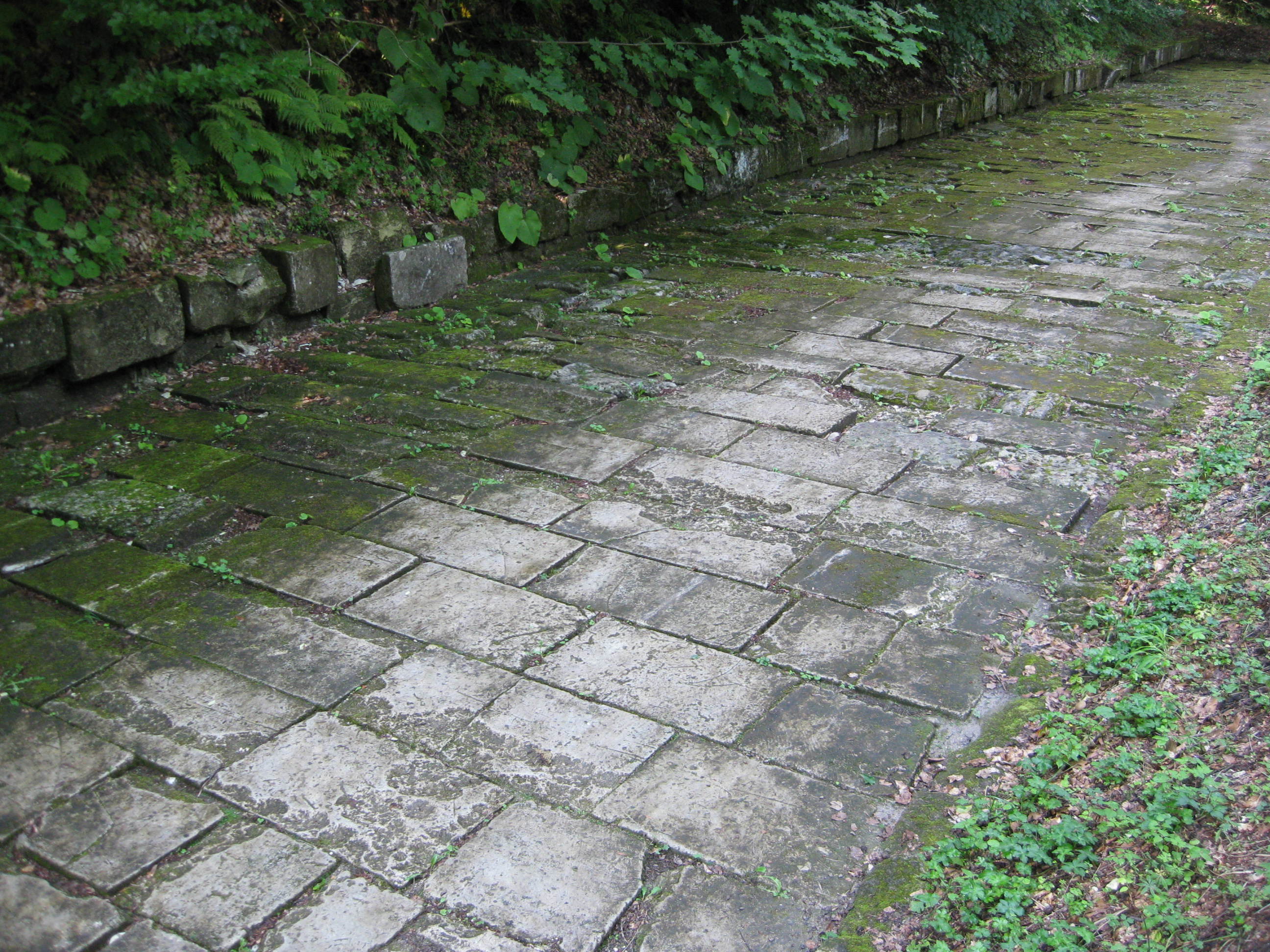
Con đường trải nhựa, Sarmizegetusa Regia
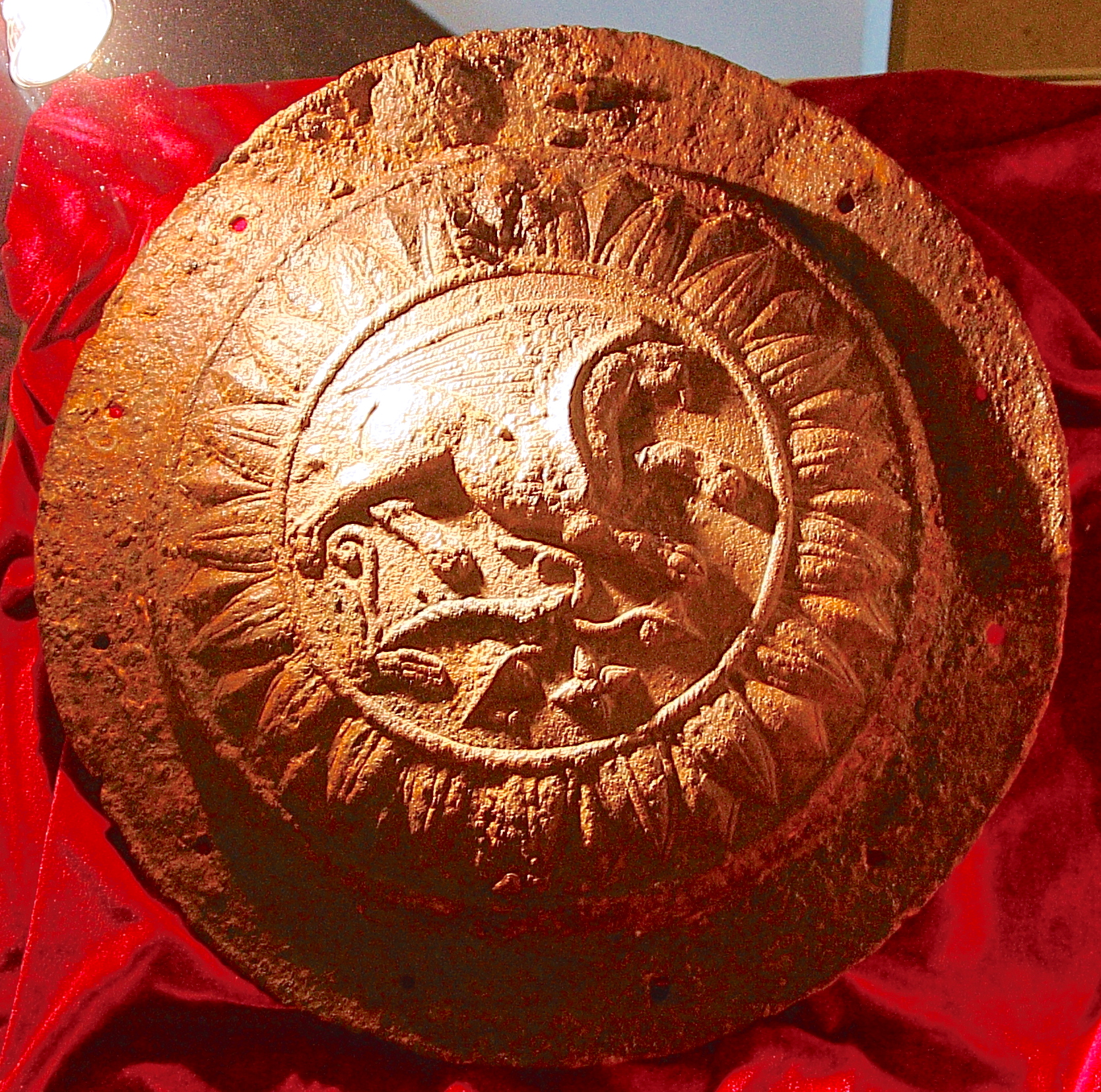
Cổ vật Dacia tại Piatra Roșie. Nó gây tranh cãi khi là lá chắn hay là họa tiết trang trí trên cổng